# 除却
| ウィキペディアには「除却」という見出しの百科事典記事はありません（タイトルに「除却」を含むページの一覧/「除却」で始まるページの一覧）。 代わりにウィクショナリーのページ「除却」が役に立つかもしれません。 |